# 서당지장
서당지장(西堂智藏, 735 ~ 814)은 중국 당나라 시대의 선사이다. 위앙종과 임제종에서 8대 조사로 섬긴 마조도일의 제자이다.

## 일생
강서성(江西省) 남강부에서 태어났다. 8살에 출가하여, 13살에는 임천(臨川) 서리산(西裏山)에서 마조도일을 시봉하였다. 7년 뒤에 마조도일의 법을 전해받았다.
서당지장은 기골이 장대하고 비범하였다. 마조도일이 보화사에서 홍주 개원사로 옮겨간 뒤에도, 서당지장은 보화사에 남아 법을 펼치다가 80세에 입적하였다.
당나라 황제 헌종이 ‘대선교(大宣敎)’를 하사하고, 8년 뒤에 당나라 목종이 다시 호를 ‘대각(大覺)’이라고 하사하고, 탑명도 ‘대보광(大寶光)’이라고 하사였다. ‘옥석탑(玉石塔)’이라고도 부른다.

## 일화

### 경전을 읽지 않다
마조도일이 서당지장에게 왜 경을 보지 않는 냐고 물었다. 서당지장은 경에 뭐가 다른 것이 있냐고 물었다. 마조도일은 뒷날 남을 위해 반드시 필요할 것이라고 했다.
그러자 서당지장은 저 자신도 제 병을 치료하기 어려운데, 감히 남을 위하라고 하시냐고 답했다. 마조도일은 말년에 반드시 서당지장의 선풍이 흥기할 것이라고 했다.

### 죽은 제자가 찾아오다
서당지장의 제자 한 명이 죽어서, 화장을 마쳤다. 그후, 어느 날 그 제자가 서당지장 앞에 나타나서, 부디 자신의 목숨을 찾아달라고 했다. 서당지장이 죽은 자인지, 산 자인지를 묻자, 제자는 죽은 자라고 말했다.
그러자 서당지장은 죽은 제자에게 이미 자신이 죽었다는 것을 안다면, 그 목숨을 찾고자 하는 이는 누구냐고 되물었다. 이후 제자는 서당지장 앞에 나타나지 않았다.